# Хлопчик-мізинчик (фільм, 2001)
«Хлопчик-мізинчик» («Le Petit Poucet») — французький кінофільм 2001 року, знятий режисером Олів'є Дааном, з Катрін Денев у головній ролі.

## Сюжет
Хлопчик-мізинчик — молодший син у багатодітній родині. Батьки, не маючи можливості їх прогодувати, вирішують відмовитися від них та кинути їх у лісі. Брати намагаються знайти вихід із становища. Екранізація знаменитої казки Шарля Перро.

## У ролях
- Нільс Гюґон: Хлопчик
- Катрін Денев: Королева
- Рафаель Фукс-Вілліг: П'єро
- Вільям Туїль: Мартін
- П'єр-Огюстен Кренн: Жак
- Теодуль Карре-Кассейн: Жозеф
- Ганна Берто: Роза, дочка людожера
- Ромен Борінже: мати Пусе
- П'єр Берріо: батько Пусе
- Домінік Юлен: Людожер
- Елоді Буше: дружина людожера
- Самі Насері: солдат із залізною ногою
- Саїд Тагмауї: командир загону
- Клеман Сібоні: солдат, що помирає
- Карло Брандт: вершник
- Жан-Поль Рув: вершник королеви
- Моріс Бартелемі: вершник королеви
- Ромен Дюріс: один з охоронців королеви
- Мішель Дюшо: оповідач / стара Дюймовочка

## Знімальна група
- Режисер — Олів'є Даан
- Сценарист — Олив'є Даан
- Оператор — Алекс Ламарк
- Композитор — Дзьо Хісаїсі
- Продюсери — Жан-П'єр Діонне, Ерік Неве